# Campeonato Mundial de Halterofilismo de 2017 - Até 85 kg masculino
A categoria até 85 kg masculino foi um evento do Campeonato Mundial de Halterofilismo de 2017, disputado no Centro de Convenções Anaheim, em Anaheim, nos Estados Unidos, entre 2 e 3 de dezembro de 2017. 

## Calendário
Horário local (UTC-8) 
| Dia           | Horário | Fase    |
| ------------- | ------- | ------- |
| 2 de dezembro | 08:55   | Grupo C |
| 2 de dezembro | 17:55   | Grupo B |
| 3 de dezembro | 11:55   | Grupo A |

## Medalhistas
| Evento    | Ouro               | Ouro   | Prata                   | Prata  | Bronze                   | Bronze |
| --------- | ------------------ | ------ | ----------------------- | ------ | ------------------------ | ------ |
| Arranque  | Arley Méndez (CHI) | 175 kg | Kianoush Rostami (IRI)  | 174 kg | Antonino Pizzolato (ITA) | 162 kg |
| Arremesso | Arley Méndez (CHI) | 203 kg | Krzysztof Zwarycz (POL) | 197 kg | Romain Imadouchène (FRA) | 196 kg |
| Total     | Arley Méndez (CHI) | 378 kg | Krzysztof Zwarycz (POL) | 359 kg | Antonino Pizzolato (ITA) | 358 kg |

## Recordes
Antes desta competição, o recorde mundial da prova era o seguinte:
| Recorde         | Tipo      | Atleta                 | Peso   | Local          | Data                   |
| Recorde Mundial | Arranque  | Andrei Rybakou (BLR)   | 187 kg | Chiang Mai     | 22 de setembro de 2007 |
| Recorde Mundial | Arremesso | Kianoush Rostami (IRI) | 220 kg | Teerã          | 31 de maio de 2016     |
| Recorde Mundial | Total     | Kianoush Rostami (IRI) | 396 kg | Rio de Janeiro | 12 de agosto de 2016   |

## Resultado
Os resultados foram os seguintes. 
| Pos.              | Atleta                        | Grupo | Arranque (kg) | Arranque (kg) | Arranque (kg) | Arranque (kg)     | Arremesso (kg) | Arremesso (kg) | Arremesso (kg) | Arremesso (kg)    | Total |
| Pos.              | Atleta                        | Grupo | 1             | 2             | 3             | Resultado         | 1              | 2              | 3              | Resultado         | Total |
| ----------------- | ----------------------------- | ----- | ------------- | ------------- | ------------- | ----------------- | -------------- | -------------- | -------------- | ----------------- | ----- |
| Medalha de ouro   | Arley Méndez (CHI)            | A     | 163           | 171           | 175           | Medalha de ouro   | 203            | 214            | 221            | Medalha de ouro   | 378   |
| Medalha de prata  | Krzysztof Zwarycz (POL)       | A     | 158           | 162           | 162           | 4                 | 194            | 197            | 202            | Medalha de prata  | 359   |
| Medalha de bronze | Antonino Pizzolato (ITA)      | A     | 155           | 159           | 162           | Medalha de bronze | 195            | 196            | 196            | 4                 | 358   |
| 4                 | Yu Dong-ju (KOR)              | A     | 158           | 162           | 163           | 6                 | 194            | 194            | 200            | 5                 | 352   |
| 5                 | Revaz Davitadze (GEO)         | A     | 160           | 160           | 160           | 5                 | 182            | 190            | 191            | 11                | 351   |
| 6                 | Romain Imadouchène (FRA)      | A     | 153           | 157           | 157           | 8                 | 191            | 196            | 202            | Medalha de bronze | 349   |
| 7                 | Ali Miri (IRI)                | A     | 155           | 155           | 155           | 7                 | 193            | 201            | 201            | 6                 | 348   |
| 8                 | Tom Schwarzbach (GER)         | A     | 151           | 154           | 154           | 11                | 190            | 194            | 194            | 12                | 341   |
| 9                 | Ragala Venkat Rahul (IND)     | B     | 150           | 154           | 157           | 12                | 187            | 191            | —              | 9                 | 341   |
| 10                | Toshiki Yamamoto (JPN)        | A     | 148           | 153           | 153           | 14                | 192            | 193            | 202            | 7                 | 341   |
| 11                | Karol Samko (SVK)             | B     | 140           | 143           | 146           | 15                | 188            | 192            | 196            | 8                 | 338   |
| 12                | Brandon Vautard (FRA)         | B     | 141           | 145           | 148           | 18                | 186            | 186            | 191            | 10                | 336   |
| 13                | Diego Betancur (COL)          | B     | 150           | 150           | 155           | 13                | 185            | 191            | 192            | 13                | 335   |
| 14                | Alex Bellemarre (CAN)         | C     | 145           | 149           | 153           | 9                 | 172            | 175            | 182            | 19                | 328   |
| 15                | Amar Musić (CRO)              | B     | 145           | 148           | 148           | 16                | 181            | 185            | 187            | 14                | 326   |
| 16                | Khalil Al-Hamqan (KSA)        | B     | 144           | 148           | 149           | 21                | 178            | 178            | 178            | 15                | 322   |
| 17                | Josué Ferreira (BRA)          | B     | 145           | 145           | 152           | 19                | 170            | 180            | 180            | 20                | 315   |
| 18                | Welisson Silva (BRA)          | C     | 140           | 140           | 140           | 22                | 170            | 175            | 180            | 17                | 315   |
| 19                | Phacharamethi Tharaphan (THA) | C     | 135           | 139           | 140           | 27                | 176            | 176            | 181            | 16                | 311   |
| 20                | Daniel Chertkov (ISR)         | C     | 135           | 140           | 140           | 25                | 170            | 175            | 180            | 18                | 310   |
| 21                | Christian Amoah (GHA)         | C     | 132           | 136           | 139           | 23                | 165            | 169            | 173            | 26                | 308   |
| 22                | Donald Nkoh (CMR)             | C     | 135           | 143           | 143           | 24                | 170            | 175            | 175            | 21                | 305   |
| 23                | Mathieu Marineau (CAN)        | C     | 135           | 139           | 140           | 26                | 170            | 175            | 180            | 23                | 305   |
| 24                | Roger Myrholt (NOR)           | C     | 127           | 131           | 134           | 28                | 165            | 170            | 175            | 25                | 304   |
| 25                | Hoàng Tấn Tài (VIE)           | C     | 130           | 137           | 140           | 29                | 170            | 178            | 178            | 22                | 300   |
| —                 | Kianoush Rostami (IRI)        | A     | 170           | 174           | 174           | Medalha de prata  | 212            | 212            | 215            | —                 | —     |
| —                 | Jhor Moreno (COL)             | A     | 152           | 156           | 156           | 10                | 190            | 190            | 190            | —                 | —     |
| —                 | Krenar Shoraj (ALB)           | B     | 145           | 150           | 152           | 17                | —              | —              | —              | —                 | —     |
| —                 | Seán Brown (IRL)              | C     | 137           | 142           | 145           | 20                | 166            | 170            | 170            | —                 | —     |
| —                 | Michael Müller (GER)          | B     | —             | —             | —             | —                 | —              | —              | —              | —                 | —     |
| —                 | Daýanç Aşyrow (TKM)           | B     | —             | —             | —             | —                 | —              | —              | —              | —                 | —     |
| —                 | Ulugbek Alimov (UZB)          | A     | —             | —             | —             | —                 | —              | —              | —              | —                 | —     |
| —                 | Banyat Tawnok (THA)           | B     | 150           | 150           | 150           | —                 | 170            | 179            | 179            | 24                | —     |